# Faculdade de Medicina de Jundiaí
A Faculdade de Medicina de Jundiaí (FMJ) é uma instituição pública municipal que oferece cursos de graduação em medicina, bem como um programa de especialização "lato sensu" e um programa de mestrado acadêmico. Embora seja uma instituição de ensino pública, são cobradas mensalidades dos alunos, de acordo com exceção constitucional do Art. 242 da Constituição Federal do Brasil.
Hoje a FMJ conta com projetos de pesquisa financiados pelas principais agências de Fomento do Brasil, como CNPq. O último vestibular pela VUNESP apresentou uma relação candidato/vaga em torno de 36,2 c/v (2018).
Médicos graduados: mais de 2500 (46 Turmas).
Residentes formados: 706.
Titulados (Livre Docente, Doutor, Mestre): 97 (74%)– igual ou superior às grandes universidades públicas. Médicos Preceptores: em todos os Hospitais conveniados.

## História
A ideia da fundação de uma Escola Superior Pública em Jundiaí, partiu da própria sociedade jundiaiense, representada na década de sessenta encontrando eco na administração do Prefeito Prof. Pedro Fávaro, promulgando a Lei nº 1.506, no dia 12 de março de 1968, criando a Faculdade de Medicina de Jundiaí, como entidade autárquica do Município.
Iniciou seus contatos com a Universidade de São Paulo, berço de sua formação, de cuja Faculdade de Medicina trouxe para Jundiaí um grupo de eminentes Professores. Seu intenso trabalho junto às autoridades estaduais e seu largo conhecimento da cúpula de ensino médico, possibilitaram a formação de um corpo docente de alto padrão e de capacitação incontestável. Todos esses professores foram imediatamente aprovados pelo Conselho Estadual de Educação, alguns até sem necessidade de curriculum vitae, pelo seu reconhecido saber e renome nacional e internacional. Seu conhecimento e suas amizades na esfera estadual possibilitaram a autorização para funcionamento da Escola ainda no ano de 1968, tanto pelo Conselho de Educação como pelo Governador do Estado - Decreto 51.029, de 06/12/68.
O curso teve grande procura no seu primeiro concurso vestibular, quando 588 candidatos disputaram as 60 vagas oferecidas. Colaboraram nesse primeiro Exame Vestibular, entre outros, o Prof. Pedro C. Fornari, que gentilmente cedeu as instalações das Escolas Padre Anchieta, para aplicação das provas do concurso, Dr. Lavoisier França Silveira, Eduardo Sodrzeieski, Prof. José Leme do Prado Filho, Casemiro Brites Figueiredo, Otto C. Fehr e Oswaldo Willy Fehr, o qual, a convite do Dr. Jayme Rodrigues, aceitou o cargo de Secretário Administrador da Faculdade, atividade que desempenhou, de forma exemplar e brilhante, até 09 de julho 1997, data de seu falecimento.
A FMJ adquiriu novo prédio localizado na Vila Arens (Rua Lobo de Rezende) com mais de 15 salas de aula, auditórios e laboratórios. Essa expressiva conquista favorece a solidificação da qualidade do ensino na FMJ pelo incremento de cerca de 50% da área física da Instituição. A Unidade 2 começou  a funcionar no primeiro semestre de 2017.

### Cronologia
- 1973 – Reconhecimento pelo MEC.
- 1974 – Formou a primeira Turma.
- 1974 – Primeiro Programa de Residência Médica em Psiquiatria.
- 1978 – Implantou Programas de Residência Médica em Clínica Médica, Cirurgia Geral, Pediatria, Obstetrícia/Ginecologia, Ortopedia, Otorrinolaringologia, Dermatologia e Oftalmologia (todos os programas foram credenciados pelo MEC).
- 1983 – Primeira reforma curricular – Internato em 2 anos.
- 1989 – Submeteu todos os docentes a concurso público de provas e títulos.
- 2001 – Adquiriu o Hospital Santa Rita, que a partir desse ano foi utilizado como Hospital-Escola.
- 2004 – Implantou o PIBIC (Programa Institucional de Bolsas de Iniciação Científica)– 20 bolsas do CNPq e 5 bolsas da FMJ – os trabalhos desenvolvidos no PIBIC têm recebido vários prêmios em eventos científicos.
- 2020 – Inauguração da Unidade 3 com foco em Pesquisa.[4]

## Cursos
| Graduação | Pós-graduação      | Especialização           |
| --------- | ------------------ | ------------------------ |
| Medicina  | Mestrado acadêmico | Medicina do trabalho     |
|           | Doutorado          | Nutrologia médica        |
|           |                    | Geriatria e gerontologia |
|           |                    | Reprodução humana        |

## NAPED:Núcleo de Apoio à Pesquisa e a Docência
O NAPED tem como objetivos incentivar e apoiar a pesquisa e publicação científica por parte do corpo docente e discente da Faculdade de Medicina de Jundiaí. Compete ao NAPED ainda a deliberação sobre a concessão de verbas para pesquisa (compra de materiais, reparo de equipamentos, serviços de terceiros), auxílios à participação em congressos ou reunião científica, traduções para o inglês e serviço de estatística, além de receber solicitações de auxílios em fluxo contínuo.

## Diretório Acadêmico Professor Alphonso Bovero
O Diretório Acadêmico Professor Alphonso Bovero, D.A.P.A.B., foi criado em 1969, para representar os estudantes da Faculdade de Medicina de Jundiaí.  Com sua representatividade, o D.A. dá voz a cada estudante, realizando Reuniões Ordinárias semanalmente, além de importantes Reuniões Extraordinárias e Plenárias, que convocam todos os alunos da FMJ para gerar uma opinião geral a ser representada. Também fazem parte das funções do D.A. a organização de campanhas sociais como arrecadação de alimentos e roupas, doação de sangue, intercâmbio estudantil e as diversas Ligas Acadêmicas existentes na faculdade. Outra preocupação do D.A.P.A.B. é inserir as diferentes formas de cultura no dia-a-dia dos estudantes da FMJ, organizando festas e noites culturais, além de cine-debates e discussões.

## Departamentos
Desativados/Absorvidos
| Departamento           | Descrição | Desde | Ref.  |
| ---------------------- | --- | ----- | ----- |
| Biologia e Fisiologia  | Formado por 3 disciplinas do curso de medicina: Bioquímica, Fisiologia Humana e Farmacologia.                   | 1972  |       |
| Cirurgia               | O Departamento de Cirurgia atende o internato do quinto e sexto ano da Faculdade de Medicina.                   | 1972  | [ 6 ] |
| Clínica Médica         | Atividades clínicas iniciadas com a primeira turma da FMJ.                                                      | 1971  | [ 7 ] |
| Dermatologia           | Ensino, pesquisa e assistência médica.                                                                          | 1977  |       |
| Morfologia e Patologia | O departamento de Morfologia e Patologia básica (DMPB) é constituído pelo agrupamento de 7 disciplinas.         |       |       |
| Obstetrícia            | O departamento funcionou até 2003. Foi recolocado no HU originando o atual departamento de tocoginecologia.     | 1972  |       |
| Pediatria              | O Departamento de Pediatria da Faculdade de Medicina de Jundiaí a, atua em varias áreas do ensino na graduação. | 1972  | [ 8 ] |
| Saúde Coletiva         | Atua nos eixos da atenção à saúde, Gestão em Saúde e Educação para Saúde, das DCNs de 2014.                     |       |       |
| Tocoginecologia        | O departamento é responsável pelo curso de Ginecologia e Obstetrícia.                                           | 2003  |       |